# Tauras
Tauras (d. Szopen) – wileński browar powstały w XIX wieku i marka piwa.

## Historia
W 1860 roku tuż przy granicach miasta Wilna, w pobliżu Bouffałowej Góry, został zbudowany przez przedsiębiorcę Wilhelma Szopena browar. Zakład był według ówczesnych norm duży i nowoczesny. Pod koniec stulecia browar został odkupiony przez M. Epsteina, który przekształcił go w spółkę z ograniczoną odpowiedzialnością i rozwinął produkcję. Przed wybuchem I wojny światowej Szopen dostarczał na rynek wileński ponad połowę wyrobów browarniczych i stał się największym browarem na Litwie, wysyłającym swe wyroby do innych części Imperium Rosyjskiego. Wojna oznaczała jednak zahamowanie rozwoju browaru, produkcja została zatrzymana do 1921 roku, a później wykorzystywano jedynie 20% mocy produkcyjnych, zaś wzrost produkcji był powolny. Litewska okupacja przyniosła litwinizację nazwy na Šopen. Po zajęciu miasta przez ZSRR browar uległ nacjonalizacji i połączeniu z kilkoma małymi wytwórniami lemoniady, a w 1944 roku nazwa została zmieniona na Przedsiębiorstwo Wytwórstwa Piwa i Wód Mineralnych Tauras, a potem na Browar Tauras. Nazwa pochodzi od litewskiej nazwy Bouffałowej Góry. W latach 50. i 60. zakłady zostały mocno zmodernizowane. Po 1990 roku firma zmieniła nazwę na "Wileńskie Publiczne Zakłady Produkcji Piwa i Napojów Tauras" i znalazły się pod kontrolą miejscowego Ministerstwa Rolnictwa. Oprócz produkcji piwa, zakłady rozpoczęły butelkowanie wody mineralnej. W 1992 roku firma została zarejestrowana jako spółka z ograniczoną odpowiedzialnością "AB Vilniaus Tauras", a same zakłady zmodernizowano. W 1999 roku browar został przejęty przez Royal Unibrew. Od tego czasu zwiększono produkcję, następnie zaś połączono wileński browar z Browarem Kalnapilis.